# Bragado
Pour l'arrondissement, voir Bragado (partido).
Bragado est une ville de la province de Buenos Aires en Argentine, capitale de la partido de Bragado.
La ville est située à 210 km au sud-ouest de Buenos Aires.
La population était de 32 830 habitants en 2001.

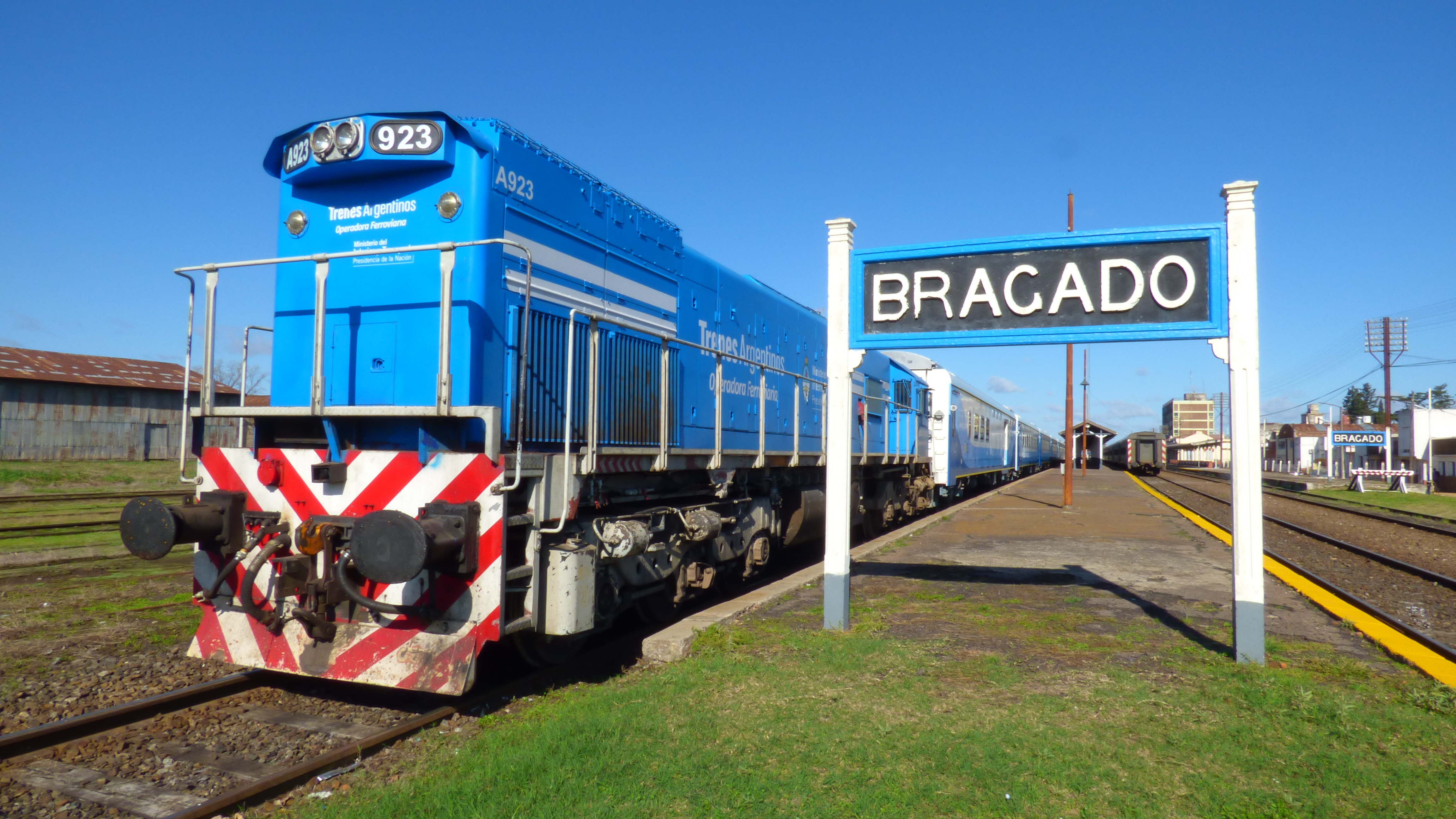
Gare de Bragado